# Diocesi di Petrópolis
La diocesi di Petrópolis (in latino Dioecesis Petropolitana) è una sede della Chiesa cattolica in Brasile suffraganea dell'arcidiocesi di Niterói. Nel 2021 contava 648.660 battezzati su 838.000 abitanti. È retta dal vescovo Joel Portella Amado.

## Territorio
La diocesi comprende i seguenti comuni dello stato brasiliano di Rio de Janeiro: Petrópolis, Guapimirim, Magé, São José do Vale do Rio Preto, Teresópolis, parte del comune di Três Rios (Bemposta) e parte del município di Paraíba do Sul (parrocchia di Inconfidência).
Sede vescovile è la città di Petrópolis, dove si trova la cattedrale di San Pietro d'Alcantara.
Il territorio si estende su 2.880 km² ed è suddiviso in 47 parrocchie, raggruppate in 4 decanati: Nossa Senhora do Amor Divino di Corrêas, São José de Anchieta di Magé, São Pedro de Alcântara di Petrópolis e Santa Teresa di Teresópolis.

## Storia
La diocesi è stata eretta il 13 aprile 1946 con la bolla Pastoralis qua urgemur di papa Pio XII, ricavandone il territorio dalle diocesi di Niterói (oggi arcidiocesi) e di Barra do Piraí (oggi diocesi di Barra do Piraí-Volta Redonda). Originariamente era suffraganea dell'arcidiocesi di Rio de Janeiro.
Il 26 marzo 1960 ha ceduto una porzione del suo territorio a vantaggio dell'erezione della diocesi di Nova Iguaçu e nel contempo è entrata a far parte della provincia ecclesiastica di Niterói.
L'11 ottobre 1980 ha ceduto un'altra porzione di territorio a vantaggio dell'erezione della diocesi di Duque de Caxias.

## Cronotassi dei vescovi
Si omettono i periodi di sede vacante non superiori ai 2 anni o non storicamente accertati.
- Manoel Pedro da Cunha Cintra † (3 gennaio 1948 - 15 febbraio 1984 ritirato)
- José Fernandes Veloso † (15 febbraio 1984 succeduto - 15 novembre 1995 ritirato)
- José Carlos de Lima Vaz, S.I. † (15 novembre 1995 - 12 maggio 2004 ritirato)
- Filippo Santoro (12 maggio 2004 - 21 novembre 2011 nominato arcivescovo di Taranto)
- Gregório (Leozírio) Ben Lâmed Paixão (Neto), O.S.B. (10 ottobre 2012 - 11 ottobre 2023 nominato arcivescovo di Fortaleza)
- Joel Portella Amado, dal 31 gennaio 2024

## Statistiche
La diocesi nel 2021 su una popolazione di 838.000 persone contava 648.660 battezzati, corrispondenti al 77,4% del totale.
| anno | popolazione | popolazione | popolazione | presbiteri | presbiteri | presbiteri | presbiteri                | diaconi | religiosi | religiosi | parrocchie |
| anno | battezzati  | totale      | %           | numero     | secolari   | regolari   | battezzati per presbitero | diaconi | uomini    | donne     | parrocchie |
| ---- | ----------- | ----------- | ----------- | ---------- | ---------- | ---------- | ------------------------- | ------- | --------- | --------- | ---------- |
| 1949 | 250.000     | 270.000     | 92,6        | 56         | 15         | 41         | 4.464                     |         | 115       | 290       | 21         |
| 1966 | 650.000     | 700.000     | 92,9        | 82         | 29         | 53         | 7.926                     |         | 144       | 370       | 30         |
| 1970 | 760.000     | 800.000     | 95,0        | 98         | 30         | 68         | 7.755                     |         | 148       | 378       | 33         |
| 1976 | 900.000     | 1.000.000   | 90,0        | 106        | 41         | 65         | 8.490                     |         | 225       | 300       | 35         |
| 1980 | 967.000     | 1.140.000   | 84,8        | 110        | 38         | 72         | 8.790                     |         | 230       | 300       | 35         |
| 1990 | 682.000     | 815.000     | 83,7        | 78         | 39         | 39         | 8.743                     |         | 95        | 329       | 31         |
| 1999 | 799.000     | 938.000     | 85,2        | 84         | 45         | 39         | 9.511                     |         | 77        | 211       | 33         |
| 2000 | 580.000     | 690.000     | 84,1        | 85         | 48         | 37         | 6.823                     |         | 98        | 335       | 34         |
| 2001 | 580.000     | 690.000     | 84,1        | 100        | 53         | 47         | 5.800                     |         | 127       | 316       | 34         |
| 2002 | 572.000     | 722.000     | 79,2        | 94         | 54         | 40         | 6.085                     |         | 119       | 314       | 35         |
| 2003 | 595.000     | 760.000     | 78,3        | 109        | 57         | 52         | 5.458                     |         | 137       | 322       | 36         |
| 2004 | 595.000     | 760.000     | 78,3        | 113        | 62         | 51         | 5.265                     |         | 136       | 325       | 37         |
| 2013 | 657.000     | 849.000     | 77,4        | 124        | 75         | 49         | 5.298                     | 2       | 143       | 239       | 43         |
| 2016 | 643.000     | 831.000     | 77,4        | 115        | 79         | 36         | 5.591                     | 25      | 136       | 267       | 45         |
| 2019 | 642.500     | 830.000     | 77,4        | 122        | 86         | 36         | 5.266                     | 49      | 80        | 266       | 46         |
| 2021 | 648.660     | 838.000     | 77,4        | 119        | 86         | 33         | 5.450                     | 54      | 79        | 187       | 47         |